# The Eagle and the Hawk (1933)
The Eagle and the Hawk (bra: Os Dragões da Morte ou Dragões da Morte) é um filme pre-Code estadunidense de 1933, do gênero drama bélico, dirigido por Stuart Walker e Mitchell Leisen, estrelado por Fredric March e Cary Grant, e coestrelado por Carole Lombard e Jack Oakie. O roteiro de Seton Miller e Bogart Rogers foi baseado na história original "Death in the Morning", de John Monk Saunders.
A trama retrata a história de um piloto de um esquadrão do Real Corpo Aéreo durante a Primeira Guerra Mundial, que enfrenta não apenas os perigos físicos, mas também os desafios mentais em sua batalha pela sobrevivência contra o inimigo.

## Sinopse
Durante a Primeira Guerra Mundial, os pilotos Jerry H. Young (Fredric March) e Mike "Slug" Richards (Jack Oakie) juntam-se ao Real Corpo Aéreo da Grã-Bretanha, onde são designados para a perigosa missão de reconhecimento sobre as linhas inimigas.
Jerry começa a enfrentar um severo estresse mental, incapaz de esquecer as mortes de seus colegas soldados, tanto inimigos quanto compatriotas. Ao ser concedido um tempo para se recuperar em Londres, ele encontra um breve romance que lhe proporciona algum alívio.
No entanto, ao retornar e descobrir que Slug e Henry Crocker (Cary Grant), um aminimigo, envolveram-se em um terrível acidente de avião, Jerry é levado além dos limites da sanidade.

## Elenco
- Fredric March como Tenente Jerry H. Young
- Cary Grant como Tenente Henry Crocker
- Carole Lombard como Bela Dama
- Jack Oakie como Tenente Mike "Slug" Richards
- Sir Guy Standing como Major Dunham
- Forrester Harvey como Hogan
- Kenneth Howell como Tenente John Stevens
- Leyland Hodgson como Tenente Kingsford
- Virginia Hammond como Dama Erskine
- Douglas Scott como Tommy Erskine
- Robert Seiter como Arnold Voss[a]
- Adrienne D'Ambricourt como Fifi / Fanny
- Russell Scott como Sargento de Voo
- Craufurd Kent como General
- Paul Cremonesi como General Francês
- Yorke Sherwood como Taxista

Notas
- Cary Grant e Carole Lombard apareceram no filme antes de suas carreiras decolarem e se tornarem grandes estrelas, e ambos atuaram contra (o que se tornaria os seus) tipos, ou seja: Grant se tornaria conhecido como o inteligente, sofisticado e estiloso herói romântico, enquanto Lombard seria conhecida como a bela heroína cômica e espirituosa. Jack Oakie forneceu o alívio cômico do filme.[8]

## Produção
O título de produção do filme foi "Fly On". Gary Cooper estava escalado para interpretar o papel desempenhado por Cary Grant, mas as filmagens principais foram adiadas para permitir que Cooper trabalhasse em outro filme. George Raft também foi considerado para o papel desempenhado por March.
Embora tenha aparecido em apenas uma cena prolongada, Carole Lombard, vestindo um deslumbrante vestido luminoso, estava sendo anunciada como uma estrela em ascensão e recebeu grande destaque no filme, sendo creditada logo abaixo de March e Grant. A promoção do estúdio também destacou Lombard nesta cena. Para o relançamento do filme em 1939, o rosto de Lombard apareceu em grande destaque no cartaz promocional do filme.
Apesar de serem necessárias apenas algumas cenas aéreas e do experiente diretor de fotografia aérea Elmer Dyer ter sido contratado, muitas das sequências foram retiradas de duas outras produções da Paramount, "Asas" (1927) e "Young Eagles" (1930), além de "The Dawn Patrol" (1930), da Warner Bros. Outra filmagem reutilizada foi uma cena de um acidente, que veio de "Lilac Time" (1928), da Warner.
O assistente de direção Mitchell Leisen, que também era piloto, foi responsável pela maioria das filmagens aéreas e, embora não tenha sido creditado, foi responsável pelo visual do filme. Para o relançamento do filme em 1939, Leisen recebeu crédito de co-diretor. Ele alegou ter dirigido a maior parte do filme, com Stuart Walker atuando mais como seu assistente de direção. No entanto, o contrato de Walker com a Paramount garantia a ele o crédito total de direção, enquanto Leisen não possuía um contrato com o estúdio.
Para o relançamento do filme em 1939, algumas cenas foram cortadas para a produção conseguir ser aprovada pelo Código de Produção.
As aeronaves históricas montadas para o filme incluíam cinco Thomas-Morse Scouts, quatro Nieuport 28s, dois Airco DH.4s, um Curtiss JN "Jenny", e diversos outros tipos pós-Primeira Guerra Mundial usados para composição dos cenários. As aeronaves foram todas alugadas da Garland Lincoln Flying Services, empresa que fornecia equipamentos de aviação para produções cinematográficas.
Durante as filmagens, uma explosão ocorreu antes do esperado, prendendo Grant e March sob vigas caídas. Grant segurou uma das vigas, permitindo que March se soltasse, mas acabou sofrendo alguns ferimentos internos.

## Recepção
O filme foi bem recebido, e a reação da crítica foi extremamente positiva, caracterizando-o como "... um dos melhores dramas da Primeira Guerra Mundial produzidos durante a década de 1930". Mordaunt Hall, em sua crítica para o The New York Times, descreveu o filme como "... um relato vívido e impressionante do efeito das batalhas nas nuvens sobre um ás americano. Felizmente, é desprovido das ideias estereotipadas que enfraqueceram a maioria dessas narrativas. Aqui temos um drama contado com um louvável senso de realismo, e o papel principal é retratado de forma muito eficiente por Fredric March".